# 자동차를 이용한 범죄행위에 대한 필요적 운전면허 취소 사건
자동차를 이용한 범죄행위에 대한 필요적 운전면허 취소 사건(도로교통법 제78조 제1항 단서 제5호 위헌제청) (2005.11.24. 2004헌가28) (위헌)은 대한민국 헌법재판소 판례이다.

## 사실관계
제청신청인 갑은 그레이스 승합차에 을을 강제로 태우고 약 20킬로미터를 운행하여 동인을 감금하였다는 이유로 도로교통법 제1항 제5호에 의하여 서울특별시 지방경찰청장으로부터 자동차운전면허를 취소당하였다. 이에 갑은 위 자동차 운전면허 취소처분에 대해 취소소송을 제기하는 한편, 위 조항이 명확성 원칙에 위배되고 직업의 자유를 침해한다며 위헌법률심판제청신청을 하였고, 법원은 이를 받아들여 위헌여부심판을 제청하였다.

## 주문
헌법에 위반된다.

## 이유

### 명확성 원칙의 위배 여부
이 사건 규정이 범죄의 중함 정도나 고의성 여부 측면을 전혀 고려하지 않고 자동차등을 범죄행위에 이용하기만 하면 운전면허를 취소하도록 하고 있는 것은 그 포섭범위가 지나치게 광범위한 것으로서 명확성 원칙에 위반된다.

### 직업의 자유 등을 침해하는지 여부

##### 직업의 자유 및 일반적 행동자유권의 제한
운전을 생업으로 하는 자에 대하여는 직업의 자유를 제한하게 되고, 운전을 업으로 하지 않는 자에 대해서는 일반적 행동자유권을 제한하게 된다.

##### 비례의 원칙의 위배 여부
안전하고 원활한 교통을 확보함과 동시에 차량을 이용한 범죄의 발생을 막고자 하는 목적의 정당성이 인정된다. 자동차등을 이용한 범죄 행위의 재발을 방지하는데 효과가 있을 것으로 예상되므로 수단의 적합성도 인정된다. 입법자가 임의적 규정으로 법의 목적을 실현할 수 있음에도 불구하고 구체적 사안의 개별성과 특수성을 고려할 수 있는 가능성을 일체 배제하는 필요적 규정으로 법의 목적을 실현하려 한다면 이는 비례 원칙의 한 요소인 "최소침해성의 원칙"에 위배된다. 그 위법의 정도나 비난의 정도가 극히 미약한 경우까지도 운전면허를 취소할 수밖에 없도록 하는 것으로 최소침해성의 원칙에 위반되고 법익의 균형성에도 벗어난다.

## 같이 보기
- 명확성의 원칙